# John Jacob Astor
Pour les articles homonymes, voir John Jacob Astor IV et Astor.
John Jacob Astor, né à Walldorf (Palatinat du Rhin) le 17 juillet 1763 et mort à New York (États-Unis) le 29 mars 1848, est un négociant qui fit fortune dans le commerce de la fourrure, l'opium et l'immobilier. Il devint le premier millionnaire de l'histoire des États-Unis. Il est le fondateur de la dynastie des Astor, dont est issu le colonel John Jacob Astor IV.
John Jacob Astor épouse Sara Todd à l'automne 1785. Il aura cinq enfants.

## Biographie

### Enfance en Allemagne et émigration vers les États-Unis
Allemand de naissance, Johann Jakob Astor (son nom allm.) est né le 17 juillet 1763 à Walldorf, près de Heidelberg dans une famille protestante réformée modeste. C'est le troisième et dernier fils d'un boucher. Âgé de 16 ans, John Jacob Astor décide de descendre le Rhin avec un train de bois et de gagner ainsi un peu d'argent pour se payer un voyage à Londres où son frère était luthier.
Il émigre ainsi à Londres et y travaille comme marchand ambulant dans une fabrique d'instruments de musique.
Quatre ans plus tard, il part pour les États-Unis en embarquant sur un bateau à destination de Baltimore.

### Carrière
En 1783, John Jacob Astor travaille à New York chez un négociant en fourrures. Il créera sa propre entreprise de négoce en 1784. Durant plusieurs années, il exerce deux activités en parallèle : trappeur (partant durant des semaines dans la vallée de l'Hudson) et négociant en fourrures. Il s'enrichit rapidement dans la traite des fourrures. 
Au bout d'une quinzaine d'années, John Jacob Astor deviendra le principal négociant en fourrures de New York.
À partir de l'année 1800, John Jacob Astor commence à commercer avec la Chine, échangeant des peaux contre d'autres marchandises (thé, opium, satin, soieries...) qu'il revend ensuite à New York. Souhaitant développer son activité sur la côte Ouest des États-Unis, il créera deux entreprises : l'American Fur Company et la Pacific Fur Company.
En 1808, il réussit à obtenir du président Jefferson une charte du gouvernement fédéral qui lui assure le monopole du commerce de peaux sur la côte Est des États-Unis.
Il établit un comptoir à Astoria en 1812. Mais c'est cette année, qu'éclate la guerre anglo-américaine. Les navires de la Pacific Fur Company, bloqués par les Anglais, sont obligés de rester à quai. En 1813, John Jacob Astor vend Astoria à la North West Company.
Il continuera le négoce de fourrures durant encore 20 ans, en assurant des liaisons régulières entre New York, la Chine et l'Europe.
En 1834, il vend toutes les parts qu'il détient dans l'American Fur Company à l'Hudson Bay Company. Il démarre alors une activité de spéculateur immobilier.

### Décès

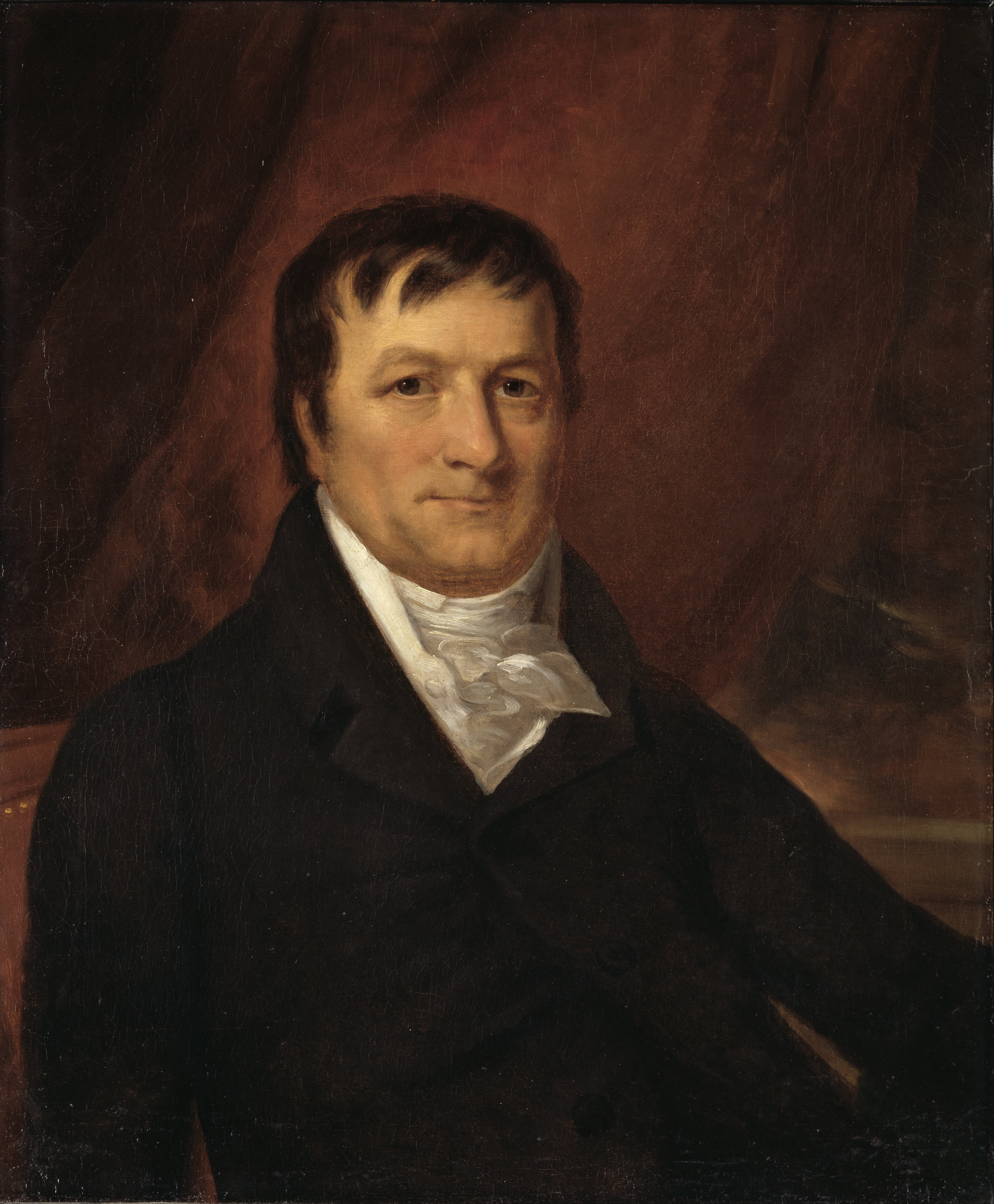
Portrait de John Jacob Astor, par John Wesley Jarvis.

John Jacob Astor décède à New York le 29 mars 1848. Il est enterré au Trinity Church Cemetery (église épiscopale), à Manhattan.
À sa mort, sa fortune est estimée à plus de 20 millions de dollars (soit environ 150 millions de dollars actuels).
La bibliothèque publique de New York (Astor library) est édifiée grâce à l'un de ses legs testamentaires.